# Gabriela de Matos
Gabriela de Matos é uma arquiteta brasileira. Em 2023, ao lado de Paulo Tavares, ganhou o Leão de Ouro de Melhor Participação Nacional na Bienal de Arquitetura de Veneza.

## Biografia
Gabriela de Matos nasceu no Vale do Rio Doce, em Minas Gerais. Em 2010, formou-se em Arquitetura e Urbanismo pela Pontifícia Universidade Católica de Minas Gerais. Posteriormente, especializou-se em Gestão da Construção e Avaliação Imobiliária, antes de concluir seu mestrado na Universidade de São Paulo.
Em 2014, ela fundou o seu próprio escritório de arquitetura chamado Estúdio de Arquitetura – Gabriela de Matos. Em 2018, lançou o catálgo Projeto Arquitetas Negras, e como parte dessa iniciativa, publicou a revista homônima, que ganhou o prêmio IAB-SP de Melhor Publicação de Arquitetura em 2019.
De 2020 a 2023, foi professora na Escola da Cidade, em São Paulo. Entre 2020 e 2022, atuou como vice-presidente do departamento de São Paulo do Instituto de Arquitetos do Brasil (IAB-SP).
Em 2022, a Fundação Bienal de São Paulo anunciou Gabriela de Matos e Paulo Tavares como curadores do Pavilhão Brasileiro da Bienal de Arquitetura de Veneza de 2023. O ano seguinte, o seu pavilhão, Terra, foi premiado com o Leão de Ouro de Melhor Participação Nacional.
Seu trabalho "investiga o racismo estrutural e suas implicações no planejamento urbano e na arquitetura produzidos na diáspora africana no Brasil".